# Provincia de Acomayo
La provincia de Acomayo es una de las trece que conforman el departamento del Cuzco en el sur del Perú. Limita por el norte con la provincia de Quispicanchi, por el este con la provincia de Canchis, por el sur con la provincia de Canas y la provincia de Chumbivilcas, y por el oeste con la provincia de Paruro.
La provincia de Acomayo, desde el punto de vista de la jerarquía eclesiástica, está comprendida en la arquidiócesis del Cuzco.

## Historia
Oficialmente, la provincia de Acomayo fue creada el 21 de junio de 1825 mediante decreto del Libertador, Simón Bolívar.
Fue declarada provincia del departamento del Cusco el 23 de febrero de 1861.

## División administrativa
La provincia tiene una extensión de 948,22 km² y se encuentra dividida en 7 distritos:
- Acomayo
- Acopía
- Acos
- Mosoc Llacta
- Pomacanchi
- Rondocan
- Sangarará

## Población
La provincia tiene una población aproximada de 22 940 habitantes.

## Capital
La capital de la provincia es la ciudad de Acomayo.

## Autoridades

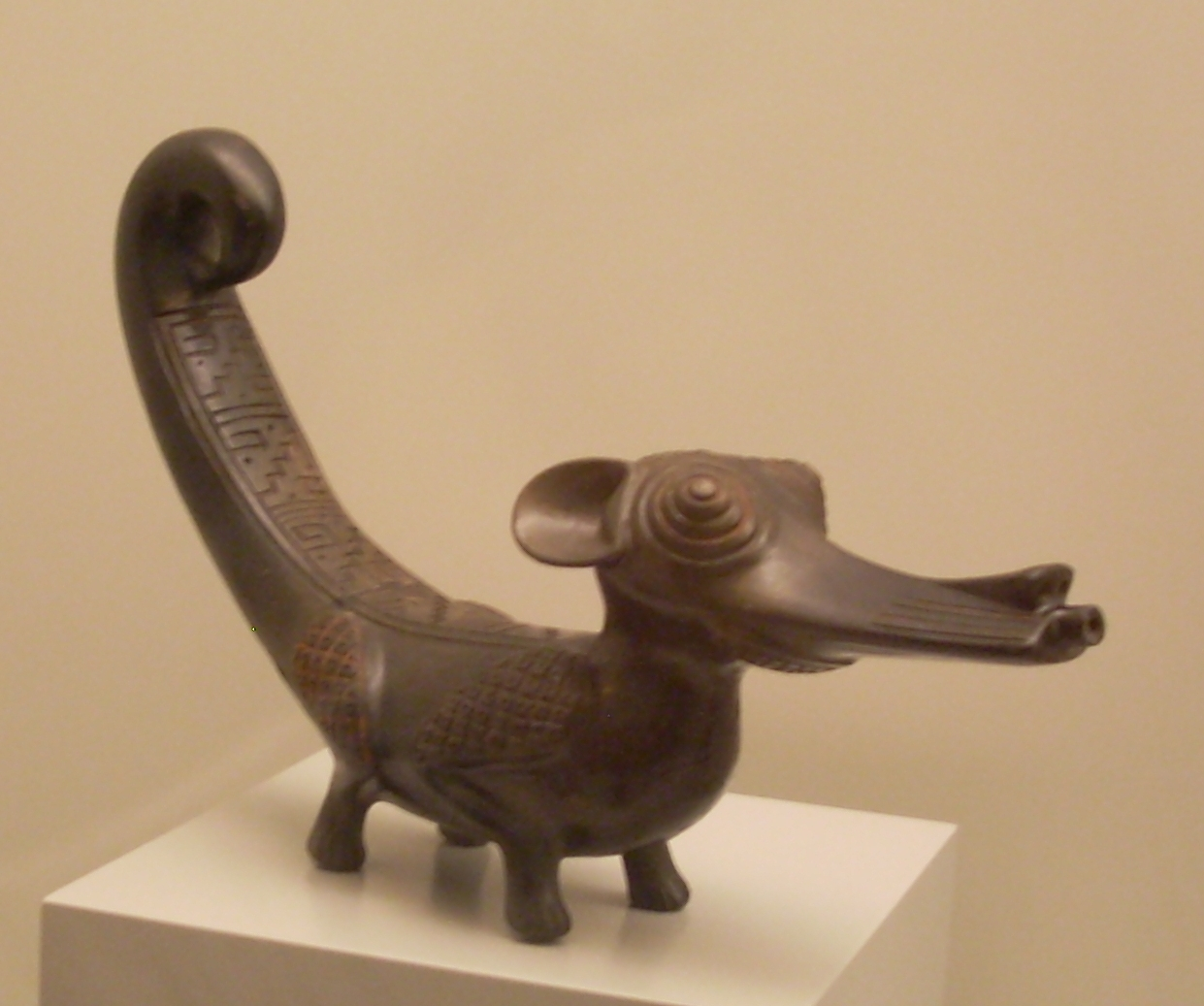
Cerámica del Imperio inca originaria de la provincia de Acomayo que muestra a un caimán, se encuentra en el Museo de América, Madrid (España).

### Regionales
- Consejero regional
  - 2019-2022:[2] Néstor Natalicio Luna Farfán (Democracia Directa)

### Municipales
- 2019-2022[2]
  - Alcalde: Alejandro Pumachapi Sutta, de Democracia Directa.
  - Regidores:

  1. Ciro Pastor Salcedo (Democracia Directa)
  2. Binolia Ruth Huanca Ramos (Democracia Directa)
  3. Juan Víctor Mayta Dueñas (Democracia Directa)
  4. Juan Cañari Condori (Democracia Directa)
  5. Elida Eutropia Ccahuaya Puma (Democracia directa)
  6. Juan Márquez Ramos (Restauración Nacional)
  7. Alejo Teodosio Mamani Roque (Partido Democrático Somos Perú)

### Policiales
- Comisario: Franklin Usto Cáceres

## Festividades
- carnavales
- aniversario de Acomayo (23 de febrero)
- Virgen de Ninabamba (8 de diciembre)